# Aquilinus (Cognomen)
Aquilinus („wie ein Adler“ bzw. „adlerartig“, von lateinisch aquila, Adler) ist ein römisches Cognomen, welches unter anderem bei der gens Herminius verbreitet war.

## Namensträger
- Gaius Vettius Aquilinus Juvencus, hispanischer Presbyter, 3. Jahrhundert
- Lars Herminius Coritinesanus Aquilinus, römischer Konsul 448 v. Chr.
- Lucius Epidius Titius Aquilinus, römischer Konsul 125
- Lucius Naevius Aquilinus, römischer Konsul 249
- Lucius Titius Plautius Aquilinus, römischer Konsul 162
- Naevius Balbinus Aquilinus, römischer Legat, 3. Jahrhundert
- Quintus Antistius Adventus Postumius Aquilinus, römischer Suffektkonsul 167 (?)
- Tiberius Iulius Aquilinus Castricius Saturninus Claudius Livianus, Prätorianerpräfekt 101–117
- Tiberius Iulius Aquilinus, römischer Statthalter
- Titus Herminius Aquilinus, römischer Konsul 506 v. Chr.
- Vettius Aquilinus, römischer Konsul 286